# Reed's Point
Pour plus de détails, voir Fiche technique et Distribution.
 Reed's Point est un film américain réalisé par Dale Fabrigar sorti en 2022, avec Joe Estevez, Madison Ekstrand et Evan Adams dans les rôles principaux.

## Synopsis
Un accident de la route impliquant un camping-car survient à Reed's Point dans les Pine Barrens du New Jersey. Kelsey, une adolescente, disparaît. Sarah Franklin, la cousine de Kelsey, et Alex, le petit ami de Kelsey, survivent mais ils sont hantés par la disparition de Kelsey, qui ravive les légendes sur le diable de Jersey. Sarah est convaincue que Kelsey est encore vivante. Le jour anniversaire de l’accident, Sarah et Alex reviennent sur le site pour enquêter. Les choses se gâtent rapidement lorsque Sarah et Alex se retrouvent coincés dans les bois, incertains de à qui ils peuvent faire confiance et de ce qui se cache dans les bois. Ils découvrent que les monstres existent vraiment,.

## Distribution
- Joe Estevez : Steve
- Madison Ekstrand : Kelsey
- Evan Adams : Alex
- Julia Kelly : Maxine
- Clint Carmichael : Greg
- Joseph Almani : Eric / la créature
- Sasha Anne : Sarah
- Giovannie Espiritu : Suzie
- Catherine Healy : Beth
- Anthony Jensen : Hank
- Lanett Tachel : Carla[3]
- Christopher M. Dukes : James le chauffeur de bus
- Matthew Payne : Officier de police Welles
- Mike Huff : speaker de la radio
- Sam Kryszek : speaker de la radio
- Sandy Lo : cliente du restaurant
- J. Bailey Nolfe : étudiant
- Evan Moore : étudiant[1].

## Production
Le film est sorti en streaming le 12 avril 2022 aux États-Unis, son pays d’origine.

## Réception critique
Le film a un score de 17% seulement sur Rotten Tomatoes.